# バーモント州選出のアメリカ合衆国上院議員
バーモント州は1791年3月4日に連邦に加わった。現職の上院議員はバーニー・サンダースとパトリック・リーヒである。

## 第1部
| 代 | 氏名                          | 氏名       | 所属政党   | 就任           | 退任           | 退任理由   | 備考 |
| -- | ----------------------------- | ---------- | ---------- | -------------- | -------------- | ---------- | --- |
| 1  | モーゼス・ロビンソン          |            | 民主共和党 | 1791年10月17日 | 1796年10月15日 | 辞職       | バーモント州知事(1789年-1790年) バーモント州最高裁判所長官(1778年-1789年)                                                               |
| 2  | アイザック・ティチェナー      |            | 連邦党     | 1796年10月18日 | 1797年10月17日 | 辞職       | バーモント州最高裁判所長官(1794年-1796年) バーモント州知事(1797年-1807年、1808年-1809年) バーモント州下院議長(1883年-1884年)            |
| 3  | ナサニエル・チップマン        |            | 連邦党     | 1797年10月17日 | 1803年3月4日   | 再選に失敗 | バーモント州最高裁判所長官(1790年-1791年、1796年-1797年、1813年-1815年)                                                                 |
| 4  | イスラエル・スミス            |            | 民主共和党 | 1803年3月4日   | 1807年10月1日  | 辞職       | バーモント州最高裁判所長官(1797年-1798年) バーモント州知事(1807年-1808年)                                                               |
| 5  | ジョナサン・ロビンソン        |            | 民主共和党 | 1807年10月10日 | 1815年3月4日   | 引退       | バーモント州最高裁判所長官(1801年-1807年)                                                                                               |
| 6  | アイザック・ティチェナー      |            | 連邦党     | 1815年3月4日   | 1821年3月4日   |            | バーモント州最高裁判所長官(1794年-1796年) バーモント州知事(1797年-1807年、1808年-1809年) バーモント州下院議長(1883年-1884年)            |
| 7  | ホレイショ・シーモア          |            | 民主共和党 | 1821年3月4日   | 1833年3月4日   | 引退       | |
| 7  | ホレイショ・シーモア          | 国民共和党 |            | 1821年3月4日   | 1833年3月4日   | 引退       | |
| 8  | ベンジャミン・スウィフト      |            | ホイッグ党 | 1833年3月4日   | 1839年3月4日   | 引退       | |
| 9  | サミュエル・S・フェルプス     |            | ホイッグ党 | 1839年3月4日   | 1851年3月4日   |            | バーモント州第3部の議席も務める |
| 10 | ソロモン・フット              |            | 国民共和党 | 1851年3月4日   | 1866年3月28日  | 死去       | バーモント州下院議長(1837年-1838年) |
| 10 | ソロモン・フット              | ホイッグ党 |            | 1851年3月4日   | 1866年3月28日  | 死去       | バーモント州下院議長(1837年-1838年) |
| 11 | ジョージ・F・エドモンズ       |            | 共和党     | 1866年4月3日   | 1891年11月1日  | 辞職       | バーモント州下院議長(1856年-1859年) バーモント州上院仮議長(1861年-1882年) 1876年選挙委員会 (アメリカ)(1877年) 上院仮議長(1883年-1885年) |
| 12 | レッドフィールド・プロクター  |            | 共和党     | 1891年11月2日  | 1908年3月4日   | 死去       | バーモント州上院仮議長(1874年-1875年) バーモント州副知事(1876年-1878年) バーモント州知事(1878年-1880年) 陸軍長官(1889年-1891年)         |
| 13 | ジョン・W・スチュワート       |            | 共和党     | 1908年3月24日  | 1908年10月21日 | 引退       | バーモント州下院議長(1865年-1867年、1876年) バーモント州知事(1870年-1872年)                                                             |
| 14 | キャロル・S・ページ           |            | 共和党     | 1908年10月21日 | 1923年3月4日   | 引退       | バーモント州知事(1890年-1892年) |
| 15 | フランク・L・グリーン         |            | 共和党     | 1923年3月4日   | 1930年11月17日 | 死去       | |
| 16 | フランク・C・パートリッジ     |            | 共和党     | 1930年11月23日 | 1931年3月31日  |            | 駐ベネズエラ公使(1893年-1894年) |
| 17 | ウォーレン・オースティン      |            | 共和党     | 1931年4月1日   | 1946年8月2日   | 辞職       | 国連大使(1947年-1953年) |
| 18 | ラルフ・フランダース          |            | 共和党     | 1946年11月1日  | 1959年1月3日   | 引退       | ボストン連邦準備銀行理事長(1944年-1946年)                                                                                               |
| 19 | ウィンストン・L・プラウティー |            | 共和党     | 1959年1月3日   | 1971年9月10日  | 死去       | バーモント州下院議長(1947年) |
| 20 | ロバート・スタッフォード      |            | 共和党     | 1971年9月16日  | 1989年1月3日   | 引退       | バーモント州副知事(1957年-1959年) バーモント州知事(1959年-1961年)                                                                       |
| 21 | ジム・ジェフォーズ            |            | 共和党     | 1989年1月3日   | 2007年1月3日   | 引退       | |
| 21 | ジム・ジェフォーズ            | 無所属     |            | 1989年1月3日   | 2007年1月3日   | 引退       | |
| 22 | バーニー・サンダース          |            | 無所属     | 2007年1月3日   | 現職           |            | |
| 22 | バーニー・サンダース          | 民主党     |            | 2007年1月3日   | 現職           |            | |

## 第3部
| 代 | 氏名                          | 氏名       | 所属政党   | 就任           | 退任           | 退任理由   | 備考                                                                                                  |
| -- | ----------------------------- | ---------- | ---------- | -------------- | -------------- | ---------- | --- |
| 1  | スティーブン・R・ブラットリー |            | 民主共和党 | 1791年10月17日 | 1795年3月4日   | 再選に失敗 | バーモント州下院議長(1785年)                                                                          |
| 2  | イライジャ・ペイン            |            | 連邦党     | 1795年3月4日   | 1801年9月1日   | 辞職       | |
| 3  | スティーブン・R・ブラットリー |            | 民主共和党 | 1801年10月15日 | 1813年3月4日   | 引退       | |
| 4  | ダドリー・チェイス            |            | 民主共和党 | 1813年3月4日   | 1817年11月3日  | 辞職       | バーモント州下院議長(1808年-1812年) バーモント州最高裁判所長官(1817年-1821年)                         |
| 5  | ジェームズ・フィスク          |            | 民主共和党 | 1817年11月4日  | 1818年1月8日   | 辞職       | |
| 6  | ウィリアム・A・パーマー       |            | 民主共和党 | 1818年10月20日 | 1825年3月4日   | 引退       | バーモント州知事(1831年-1835年)                                                                       |
| 6  | ウィリアム・A・パーマー       | 国民共和党 |            | 1818年10月20日 | 1825年3月4日   | 引退       | バーモント州知事(1831年-1835年)                                                                       |
| 7  | ダドリー・チェイス            |            | 国民共和党 | 1825年3月4日   | 1831年3月4日   |            | バーモント州下院議長(1808年-1812年) バーモント州(1817年-1821年)                                       |
| 8  | サミュエル・プレンティス      |            | 国民共和党 | 1831年3月4日   | 1842年4月11日  | 辞職       | バーモント州最高裁判所長官(1829年-1831年)                                                             |
| 8  | サミュエル・プレンティス      | ホイッグ党 |            | 1831年3月4日   | 1842年4月11日  | 辞職       | バーモント州最高裁判所長官(1829年-1831年)                                                             |
| 9  | サミュエル・C・クラフツ       |            | ホイッグ党 | 1842年4月23日  | 1843年3月4日   | 辞職       | バーモント州(1828年-1831年)                                                                           |
| 10 | ウィリアム・アパム            |            | ホイッグ党 | 1843年3月4日   | 1853年1月14日  | 死去       | |
| 11 | サミュエル・S・フェルプス     |            | ホイッグ党 | 1853年1月17日  | 1854年3月16日  | 議席を失う | バーモント州第1部の議席も務める                                                                       |
| 12 | ローレンス・ブレーナード      |            | 自由土地党 | 1854年10月14日 | 1855年3月4日   | 引退       | |
| 13 | ジェイコブ・コラマー          |            | ホイッグ党 | 1855年3月4日   | 1856年11月9日  | 死去       | 郵政長官(1849年-1850年)                                                                               |
| 13 | ジェイコブ・コラマー          | 共和党     |            | 1855年3月4日   | 1856年11月9日  | 死去       | 郵政長官(1849年-1850年)                                                                               |
| 14 | ルーク・P・ポーランド         |            | 共和党     | 1865年11月21日 | 1867年3月4日   |            | バーモント州最高裁判所長官(1860年-1865年)                                                             |
| 15 | ジャスティン・S・モリル       |            | 共和党     | 1867年3月4日   | 1898年11月28日 | 死去       | |
| 16 | ジョナサン・ロス              |            | 共和党     | 1899年1月11日  | 1900年10月18日 | 引退       | バーモント州最高裁判所長官(1890年-1899年)                                                             |
| 17 | ウィリアム・P・ディリンガム   |            | 共和党     | 1900年10月18日 | 1923年7月23日  | 死去       | バーモント州知事(1888年-1890年)                                                                       |
| 18 | ポーター・H・デイル           |            | 共和党     | 1923年11月7日  | 1933年10月6日  | 死去       | |
| 19 | アーネスト・W・ギブソン       |            | 共和党     | 1933年11月21日 | 1940年11月5日  | 死去       | |
| 20 | アーネスト・W・ギブソン・Jr   |            | 共和党     | 1940年6月24日  | 1940年11月5日  | 引退       | バーモント州知事(1946年-1950年)                                                                       |
| 21 | ジョージ・エイケン            |            | 共和党     | 1941年1月10日  | 1975年1月3日   | 引退       | バーモント州下院議長(1933年-1935年) バーモント州副知事(1935年-1937年) バーモント州知事(1937年-1941年) |
| 22 | パトリック・リーヒ            |            | 民主党     | 1975年1月3日   | 現職           |            | |